# Sylvie Bodorová
Sylvie Bodorová (České Budějovice (Bohèmia Meridional), 31 de desembre de 1954), és una compositora txeca. Les seves composicions orquestrals, concertants, de cambra i d'altres tipus s'interpreten tant al país com a l'estranger.

## Biografia
Es va graduar en piano i composició al Conservatori Estatal de Bratislava, i el 1979 va estudiar composició a l'Acadèmia d'Arts Escèniques Janáček de Brno, i més tard va completar un curs de postgrau a l'Acadèmia d'Arts Escèniques de Praga. Es va familiaritzar amb les tècniques modernes durant les seves pràctiques a Siena (amb Franco Donatoni), Gdańsk i Amsterdam (amb Ton de Leeuw). A la dècada del 1990, va treballar com a professora a la Universitat de Cincinnati i en altres llocs dels EUA. El 1996, va fundar el grup creatiu "Quattro" juntament amb Luboš Fišer, Zdeněk Lukáš i Otmar Mácha. De 1998 a 2003, va treballar a la fundació i des del 2010 (reelegida el 2013) al Consell Supervisor de l'OSA i al Consell Artístic del Teatre Nacional.

## Treball
A la dècada del 1980 va escriure concerts instrumentals: Tre canzoni da suonare per a guitarra i cordes, Pontem video per a orgue, cordes i bateria, i Plankty per a viola i orquestra simfònica. En música de cambra, el Quartet de Corda Terezín Ghetto va assumir el paper de baríton solista (1998): es va interpretar al Wigmore Hall, a la celebració de la "caiguda del Mur" de Berlín a la Deutsche Oper, a Warwick, Coventry i altres llocs. També es va filmar als EUA (Christopheren Nomura). El quartet de corda Shofarot (2000) també es va crear per a l'actuació de Londres.
Sylvie Bodorová va compondre el trio per a piano Megiddo (2001) per al Festival de Leamington. El conjunt Camerata Bern va encarregar un Doble Concert per a violí, viola i corda, que es va anomenar Bern Concert - Silberwolke (2004).
Per al Festival de Primavera de Praga, Sylvie Bodorová va escriure l'oratori complet Judas Maccabeus (2002) i per a l'aniversari del festival "Smetana Litomyšl", va compondre l'extens oratori Moses (2008). Va escriure el concert per a piano Come d’accordo (2005) per a la Filharmònica de Cambra de Praga i el pianista Martin Kasík. Un encàrrec estranger important va ser el cicle coral Amor tenet omnia (2007), que es va interpretar a Luxemburg i França. El setembre de 2008, l'obertura "Karlovarská" es va estrenar al festival de tardor de Dvořák Karlovy Vary. El 2009, va escriure la suite Carmina lucemburgiana per a corda, per encàrrec de l'Ambaixada de Luxemburg a Praga. El 2009 va crear un projecte en l'àmbit de la música balcànica i gitana, JA RA LAJ, per al tenor Štefan Margita, violí, viola, clarinet, arpa, bateria i corda.
Els seus cicles de cançons Sadaj slnko sadaj (per a Gabriela Beňačková i Štefan Margita) del 2006 i Ama me (2001) també s'executen amb freqüència. El 2012, va escriure un extens cicle de cançons orquestrals *Lingua angelorum* per encàrrec del baríton Thomas Hampson, i per al mateix cantant i el conjunt Wiener Virtuosen (solistes i concertinos de la Filharmònica de Viena) va arranjar les *Melodies gitanes* de Antonín Dvořák, op. 55 es va interpretar amb èxit el febrer de 2013 al Musikverein de Viena.
Sylvie Bodorová rep una formació exhaustiva en tècniques creatives del segle XX i utilitza una combinació de molts elements diversos en la seva obra, especialment l'anomenada heterofonia, emfatitza el component tímbric, es caracteritza per l'ús freqüent de ritmes balcànics i, en general, la seva obra es caracteritza pel treball amb el paràmetre de la metrorítmia.
Diversos tipus de modalitat apareixen a la seva obra, tant horitzontalment com verticalment. També es va inspirar en el camp de la música gitana (els seus propis estudis de camp) o la música jueva (estada d'estudis a escoles de cantors a Israel). També troba inspiració en l'enfocament contemporani de la música folk (especialment de l'Europa de l'Est), però també en altres segments de la música contemporània.

## Obra
Per conèixer la seva immensa obra, aneu al seu arxiu de la Viquipèdia txeca 

## Discografia seleccionada
- Karla Bytnarová - mezzosoprano, Renata Lichnovská - piano /Heart On My Sleeve - Ama me /Ave mater (2024)/, ArcoDiva UP 0254
- Kateřina Englichová - arpa, Vilém Veverka - oboè /As Time Goes Bye - Gride del pastore (2024)/, ArcoDiva UP 0230
- TrioTones (2023), / La Speranza per a clarinet, piano i violoncel /, ArcoDiva UP 0250
- Kateřina Kněžíková - soprano, Kateřina Englichová - arpa (2022), / The Setting Sun/, Radioservis CR 1 134
- Jana Jarkovská - flauta, Bohumír Stehlík - piano i altres solistes (2022), / Snow and Stars, Danza del diavolo, Hélios, Summer Scents, Panamody, Via maris, Transflautato /, Radioservis CR 1 117
- Kristina Fialová - viola (2021), / Gila Rome per a viola sola/, ArcoDiva UP 0236
- Vladimír Ráž, New Chamber Orchestra, Vladimír Rejšek (2021), / Zápas s anělem, melodrama na spoří J. Seifert/, ArcoDiva UP 0232
- Jitka Hosprová, Orquestra Simfònica de la Ràdio de Praga, Jan Kučera (2020), / Planctus per a viola i orquestra/, Supraphon SU 4276
- Jana Jarkovská - flauta (2020), / Léthé/, Radioservis CR 1061
- Michaela Rózsa Růžičková, Hana Dobešová, Ladislava Vondráčková (2019), / Slovak Duets/, ArcoDiva UP 0210
- Alla Zingarese - Pavel Šporcl (2018), /Dža more/, Cedille CDR 90000 179
- Boni pueri, Quattro Kvintet, Marek Štilec (2018), /Krtek zpíva písničky/, ArcoDiva UP 0190
- Trio Clavio (2018), /Vallja e malit - La muntanya balla/, ArcoDiva UP 0204
- Soňa Červená recita melodrames (2016), /Kafkas Träume/, Radioservis
- Heike Matthiesen - Guitar Ladies (2017), /Homage to Columbus - Elegy, Plegaria/, CSM Y1615-E43
- Elmira Darvarova - Violin Declamations (2016), /Dža more - Gypsy Ballad/, Urlicht UAV 5984
- Eva Garajová - Ama me (2016), /Ama me - Song Cycle, Three Psalms/, ArcoDiva UP 0184
- Introducció - Kristina Fialová (2015), /Dža more/, ArcoDiva UP 0174
- Música txeca per a oboè - Dušan Foltýn (2014), /Magikon/, Stylton DF 0012014
- Eben Trio - Històries elegíaques (2012), /Pregravat - trio amb piano/, ArcoDiva UP 0143
- Música de cambra txeca.cz, Dana Vlachová - portrait (2012), /Sine dolore per a violí i violoncel, en memòria de Josef Vlach/, ArcoDiva UP 0146
- Stories - Miloš Pernica (2013), /Tribut to Columbus, Elegy, Gypsy Ballad/, PH Records, MP 001
- Balada gitana - Eleftheria Kotzia (2013), /Balada gitana/, Enregistraments SOMMM SOMMCD 0130
- IrvinEpoque - Crossover (2012), /Babadag per a clarinet i quartet de corda/, ArcoDiva UP 0147
- Música bohèmia per a flauta i guitarra (2012), /Contes de fades només per a flauta i guitarra/, Urania Records LDV 14006
- Canciones de cuna (2011), /Cançó de bressol amb ovelles de comptar, Berceuse/, ACOUA AQ 322
- Orquestra Simfònica de la Capital de la Ciutat de Praga FOK, Jiří Kout (2012), /Simfonia núm. 1 Amb les campanes/, FOK 0005
- Kateřina Englichová - Fire Dance (2009), /Mysterium druidum per a arpa i cordes/, ArcoDiva UP 0116
- Puella trio - Fiala Bodorová Eben (2009), /Megiddo per violino, violoncello e pianoforte/, ArcoDiva UP 0114
- JA RA LAJ - Štefan Margita (2009), /JA RA LAJ - Suite sobre motius i textos populars - 27 cançons eslovaques, balcàniques i gitanes/, ArcoDiva UP 0110
- Carmina lucemburgiana (2009), /Carmina lucemburgiana per a cordes "To the memory of John the Blind"/, ArcoDiva UP 0113
- Quattro plays Quattro (2008), /Bern concert, Concerto dei fiori/, ArcoDiva UP 0100
- Il virtuoso - Miroslav Ambroš (2006), /Dža more/, ArcoDiva UP 0089
- Obres per a violí i piano (2006), /Concerto dei fiori/, Cube Bohemia CBCD 2632
- Llàgrimes i somriures (2006), /Sadaj, sloje, sadaj - Set cançons eslovaques/, ArcoDiva UP 0084
- Slovak Songs (2006), /Sadaj, sloje, sadaj - Seven Slovak Songs/, ArcoDiva UP 0001
- Never broken (2004), /Terezín Ghetto Requiem/, Center Stage Records
- Juda Maccabeus (2004), ArcoDiva UP 0065
- Tucson Chamber Music Festival (2003), /Quintet per a arpa i cordes/, CHMF F03
- Stevenson - Bodorova - Quartets de corda (2003), /Terezín Ghetto Requiem, Conciero de Estío/, ArcoDiva UP 0052
- Rhapsody - Jitka Hosprová (2002), /Gila Rome/, ArcoDiva UP 0043
- Spectrum 3 Obres contemporànies per a piano sol (2000), /Carousel'/, Metrònom 1053
- Con flauto - Funciona per a quartets amb flauta (2000), /Hélios per a flauta, violí, violoncel i piano/, Triga Tri 0007
- Quartets de corda de Praga (2001), /Shofarot/, ArcoDiva UP 0044
- Guitarra poètica (1999), /Elegia per a guitarra/, Roton RT 003
- A Paganini - Pavel Šporcl (1999), /Dža more/, ArcoDiva UP 0010
- Protokol XX – Sylvie Bodorová (1997), /Pontem video, Plankty, Dignitas hominis/, Panton
- Concerts per a guitarra de Praga - Lubomír Brabec, Jiří Bělohlávek, Filharmònica de Praga (1996), /Tre cançons de suonare, Dona nobis lucem/, Supraphon
- Percussion Plus (1995), /Ventimiglia/, Rotag RG 0019
- Amigos (1994), /Sostar mange - Gypsy Balad per a guitarra/, Aurophon
- Música d'orgue txec del segle XX (1992), /Música per organo/, Bonton Classic 71 0081